# Orthiopteris trichophylla
Orthiopteris trichophylla är en ormbunkeart som beskrevs av Edwin Bingham Copeland. Orthiopteris trichophylla ingår i släktet Orthiopteris och familjen Saccolomataceae. Inga underarter finns listade.